# Кларендон (парафія, Нью-Брансвік)
Кларендон (англ. Clarendon) — парафія в Канаді, у провінції Нью-Брансвік, у складі графства Шарлотт.

## Населення
За даними перепису 2016 року, парафія нараховувала 63 особи, показавши зростання на 21,2%, порівняно з 2011-м роком. Середня густина населення становила 0,1 осіб/км².
З офіційних мов обидвома одночасно володіли 5 жителів, тільки англійською — 55.
Працездатне населення становило 42,9% усього населення, рівень безробіття — 66,7% (100% серед чоловіків та 0% серед жінок). 66,7% осіб були найманими працівниками, а 0% — самозайнятими.
0% мешканців мали закінчену шкільну освіту, не мали закінченої шкільної освіти — 28,6%, 71,4% мали післяшкільну освіту, з яких 40% мали диплом бакалавра, або вищий.
| Статево-вікова структура населення | Статево-вікова структура населення | Статево-вікова структура населення | Статево-вікова структура населення | Статево-вікова структура населення |
| ---------------------------------- | ---------------------------------- | ---------------------------------- | ---------------------------------- | ---------------------------------- |
|                                    |                                    |                                    |                                    |                                    |
| Всього                             | Всього                             | 50,0%                              |                                    |                                    |
| 0 — 14 років                       | 0 — 14 років                       |                                    | 14,3%                              | 14,3%                              |
| 15 — 64 років                      | 15 — 64 років                      |                                    | 57,1%                              | 57,1%                              |
| 65 і більше                        | 65 і більше                        |                                    | 28,6%                              | 28,6%                              |
| Середній вік (років)               | Середній вік (років)               | 51,454,3                           | 52,8                               | 52,8                               |
| Медіана (років)                    | Медіана (років)                    | 59,857,7                           | 59,2                               | 59,2                               |
| — чоловіки — жінки                 |                                    |                                    |                                    |                                    |

| Походження мешканців:     | Походження мешканців:     | Походження мешканців: | Походження мешканців: | Походження мешканців: |
| ------------------------- | ------------------------- | --------------------- | --------------------- | --------------------- |
| Походження                |                           |                       | осіб                  | %                     |
| Корінні американці        | Корінні американці        |                       | 0                     | 0%                    |
| Інше північноамериканське | Інше північноамериканське |                       | 15                    | 33.33%                |
| Європейське               | Європейське               |                       | 30                    | 66.67%                |
| британське                | британське                |                       | 25                    | 55.56%                |

| Зайнятість населення за галузями (за класифікацією NOC): | Зайнятість населення за галузями (за класифікацією NOC): | Зайнятість населення за галузями (за класифікацією NOC): | Зайнятість населення за галузями (за класифікацією NOC): | Зайнятість населення за галузями (за класифікацією NOC): |
| -------------------------------------------------------- | -------------------------------------------------------- | -------------------------------------------------------- | -------------------------------------------------------- | -------------------------------------------------------- |
|                                                          |                                                          |                                                          |                                                          |                                                          |

## Клімат
Середня річна температура становить 5,3°C, середня максимальна – 23°C, а середня мінімальна – -14,9°C. Середня річна кількість опадів – 1 265 мм.
| Клімат поселення                              | Клімат поселення | Клімат поселення | Клімат поселення | Клімат поселення | Клімат поселення | Клімат поселення | Клімат поселення | Клімат поселення | Клімат поселення | Клімат поселення | Клімат поселення | Клімат поселення | Клімат поселення |
| Показник                                      | Січ.             | Лют.             | Бер.             | Квіт.            | Трав.            | Черв.            | Лип.             | Серп.            | Вер.             | Жовт.            | Лист.            | Груд.            |                  |
| Середній максимум, °C                         | −3,33            | −1,87            | 3,34             | 9,63             | 16,20            | 21,13            | 22,99            | 22,26            | 17,57            | 11,70            | 5,77             | −1,45            |                  |
| Середня температура, °C                       | −9,08            | −7,62            | −2,42            | 3,87             | 10,44            | 15,35            | 18,72            | 17,99            | 13,31            | 7,44             | 1,52             | −5,71            |                  |
| Середній мінімум, °C                          | −14,86           | −13,4            | −8,19            | −1,9             | 4,67             | 9,58             | 14,46            | 13,73            | 9,06             | 3,18             | −2,73            | −9,97            |                  |
| Норма опадів, мм                              | 117              | 84               | 112              | 101              | 115              | 98               | 99               | 89               | 102              | 107              | 123              | 118              |                  |
| Середньомісячна швидкість вітру, м/с          | 3.95             | 3.99             | 4.12             | 3.92             | 3.54             | 3.14             | 2.80             | 2.64             | 3.00             | 3.40             | 3.70             | 3.95             |                  |
| Середньомісячна сонячна радіація, кДж/м²·день | 5384             | 8580             | 12228            | 15303            | 18164            | 20206            | 19930            | 17793            | 13321            | 8591             | 5144             | 4192             |                  |
| --------------------------------------------- | ---------------- | ---------------- | ---------------- | ---------------- | ---------------- | ---------------- | ---------------- | ---------------- | ---------------- | ---------------- | ---------------- | ---------------- | ---------------- |
| Джерело:                                      |                  |                  |                  |                  |                  |                  |                  |                  |                  |                  |                  |                  |                  |